# 前1360年代
| 千纪： | 前2千纪 |
| 世纪： | 前15世纪 \| 前14世纪 \| 前13世纪                                                                                     |
| 年代： | 前1390年代 \| 前1380年代 \| 前1370年代 \| 前1360年代 \| 前1350年代 \| 前1340年代 \| 前1330年代                       |
| 年份： | 前1369年 \| 前1368年 \| 前1367年 \| 前1366年 \| 前1365年 \| 前1364年 \| 前1363年 \| 前1362年 \| 前1361年 \| 前1360年 |

## 重要人物
- 阿蒙霍特普三世，古埃及第十八王朝法老
- 图特哈里二世，赫梯国王
- 伊里巴阿达德一世、阿淑尔乌巴里特一世，亚述国王
- 卡达什曼·恩利尔一世、布尔那布里亚什二世，巴比伦第三王朝国王
- 埃瑞克修斯，雅典国王
- 沃甲、祖丁，商朝国王